# Кузнєцова Анжела Ярославівна
Кузнєцова Анжела Ярославівна (нар. 20 березня 1970, Львів) — доктор економічних наук, професор, академік Академії економічних наук України, академік Академії наук вищої освіти України, ректор Університету банківської справи, заслужений економіст України.

## Біографія
Анжела Ярославівна Кузнєцова народилася 20 березня 1970 року у місті Львові.
У 1992 році закінчила з відзнакою Львівський державний університет ім. І. Франка за спеціальністю «Механізована обробка економічної інформації» та здобула кваліфікацію — інженера-економіста.
У 1999 році  А. Я. Кузнєцова захистила кандидатську дисертацію на тему: «Економічне зростання в умовах ринкової трансформації економіки України» зі спеціальності «Економічна теорія» у Львівському державному університеті імені Івана Франка та  здобула науковий ступінь кандидата економічних наук.
У 2005 році захистила докторську дисертацію на тему: «Інвестиційно-інноваційна діяльність та система її фінансового забезпечення» зі спеціальності «Фінанси, грошовий обіг і кредит» у Державній установі «Інститут економіки та прогнозування НАН України».
Вчене звання доцента отримала в 2004 році, професора — у 2008 році.
- 1992—1993 рр. — вчитель середньої школи № 77, м. Львова, «Школа бізнесу 777»;
- 1993—1994 рр. — начальник валютного відділу кооперативного банку «Дністер»;
- 1994—1998 рр. — економіст акціонерного товариства «Інвестиційна компанія «Перун»;
- 1998—1999 рр. — консультант з економіки акціонерного товариства відкритого типу «Транспортна компанія «Перун»;
- 1999—2004 рр. — викладач, доцент, завідувач кафедри фінансів Львівського інституту банківської справи Національного банку України;
- 2005—2007 рр. — проректор з наукової роботи Львівського банківського інституту Національного банку України;
- 2007—2015 рр. — проректор з науково-організаційної роботи Університету банківської справи Національного банку України (м. Київ), професор кафедри фінансів і кредиту Інституту магістерської та післядипломної освіти Університету банківської справи Національного банку України (м. Київ);
- 2015—2018 рр. — перший проректор ДВНЗ «Університет банківської справи»;
- з 12 лютого 2018 року — ректор Університету банківської справи.

Кузнєцова Анжела Ярославівна неодноразово проходила стажування у Німецькому Бундесбанку (Deutsche Bundesbank) та Національному банку Польщі (Narodowy Bank Polski). Упродовж 2007-2014 років працювала професором та завідувачем кафедри економічної політики в Інституті економіки та управління в Люблінському Католицькому Університету імені Івана Павла II (Республіка Польща). Викладала курси англійською мовою як учасник проєкту Еразмус+.
Університет банківської справи, який очолює Анжела Кузнєцова, — це профільний заклад вищої освіти IV рівня акредитації, що з 1940 року здійснює підготовку фахівців для фінансово-кредитних і банківських установ, у структурі якого є два внутрішні підрозділи — Навчально-науковий інститут економічних і соціальних відносин, Навчально-науковий інститут банківських технологій та бізнесу, та один територіально-відокремлений підрозділ — Черкаський навчально-науковий інститут.
Сьогодні Університет банківської справи під керівництвом професора Анжели Кузнєцовою успішно розвивається на засадах фінтеху, цифровізації та діджиталізації, орієнтований на формування бренду «Еко-Університет», місією якого є забезпечення лідерства у галузі підготовки висококваліфікованих фахівців і наукових кадрів для фінансово-кредитної сфери України, що реалізується шляхом гармонійного поєднання фундаментальності та фаховості освіти, наукових досліджень і виховання, інтеграції в європейське освітнє, наукове і економічне товариство .

## Наукова діяльність
А. Я. Кузнєцова досліджує проблеми теорії і практики формування та розвитку національної інноваційної системи України, фінансування інноваційної діяльності, розвитку фінансового ринку України, забезпечення фінансової стабільності банківського сектору економіки .
Автор понад 200 наукових праць з проблем розвитку фінансово-кредитної сфери, фінансових ринків, забезпечення фінансової стабільності, у тому числі: 26 монографій, 9 підручників і навчальних посібників, 80 наукових статей у фахових виданнях. Співавтор підручників з «Фінансової грамотності» для вчителів і учнів.

## Членство в спеціалізованих вчених радах
- Заступник голови спеціалізованої вченої ради Д.26.883.01 з правом прийняття до розгляду та проведення захисту дисертацій на здобуття наукового ступеня доктора (кандидата) економічних наук за спеціальністю 08.00.08 «Гроші, фінанси і кредит» (ДВНЗ «Університет банківської справи»).
- Член спеціалізованої вченої ради Д 58.082.01 з правом прийняття до розгляду та проведення захисту дисертацій на здобуття наукового ступеня доктора (кандидата) економічних наук за спеціальністю 08.00.08 «Гроші, фінанси і кредит» (Тернопільський національний економічний університет).

## Членство в редакційних колегіях наукових фахових видань
- Фаховий науковий збірник «Вісник Університету банківської справи» (Університет банківської справи).
- Збірник наукових праць «Фінансово-кредитна діяльність: проблеми теорії та практики» (Університет банківської справи).
- Електронне наукове фахове видання «Фінансовий простір» (Університет банківської справи).

## Членство у професійних об'єднаннях
Голова координаційної ради науково-навчального комплексу «Економосвіта»

## Громадська діяльність
Консультант проекту:
- Член Правління ВБО «Асоціація благодійників України».
- Член Львівського товариства.
- USAID FINREP-I «Підвищення рівня фінансової грамотності в Україні» (2013 рік).
- Програми Східного партнерства Вишеградського фонду (V4EaP) «Передача досвіду країн Вишеградської четвірки (В4) країнам Східного партнерства (СхП) та розвиток потенціалу і нового досвіду громадянського суспільства країн Центральної і Східної Європи в галузі фінансової грамотності та економічної освіти для молодих людей» (2015 рік).
- USAID FINREP-II «Фінансова грамотність в Україні» (2015 рік).
- USAID DAI «Трансформація фінансового сектору» (з 2017 року).

## Нагороди
- Почесна грамота Львівської обласної Ради, 2005 рік.
- Пам'ятний знак — ювілейна медаль з срібла «Львівський банківський інститут Національного банку України», 2005 рік.
- Почесна грамота Міністерства освіти і науки України, 2008 рік.
- Нагрудний знак «Відмінник освіти України» Міністерства освіти і науки України, 2011 рік.
- Пам'ятна медаль з латуні «20 років Національному банку України», 2011 рік.
- Подяка Голови Національного банку України, 2015 рік.
- Звання «Заслужений економіст України», 2017 рік.
- Подяка Національного банку України за участь у роботі оргкомітету VI Всеукраїнського турніру юних знавців курсу «Фінансова грамотність», 2020 рік.